# サルマタイ
サルマタイ（ギリシア語：Sarmatai、ラテン語：Sarmatae、英語：Sarmatians）は、紀元前4世紀から紀元後4世紀にかけて、ウラル南部から黒海北岸にかけて活動したイラン系遊牧民集団。紀元前7世紀末からウラル南部にいたサウロマタイに紀元前4世紀頃東方から移動してきた遊牧民が加わって形成されたとされる。サルマタイはギリシア語であり、ラテン語ではサルマタエとなる。また、彼らのいた黒海北岸地域をその名にちなんでサルマティアと呼ぶため、サルマティア人とも呼ばれる。

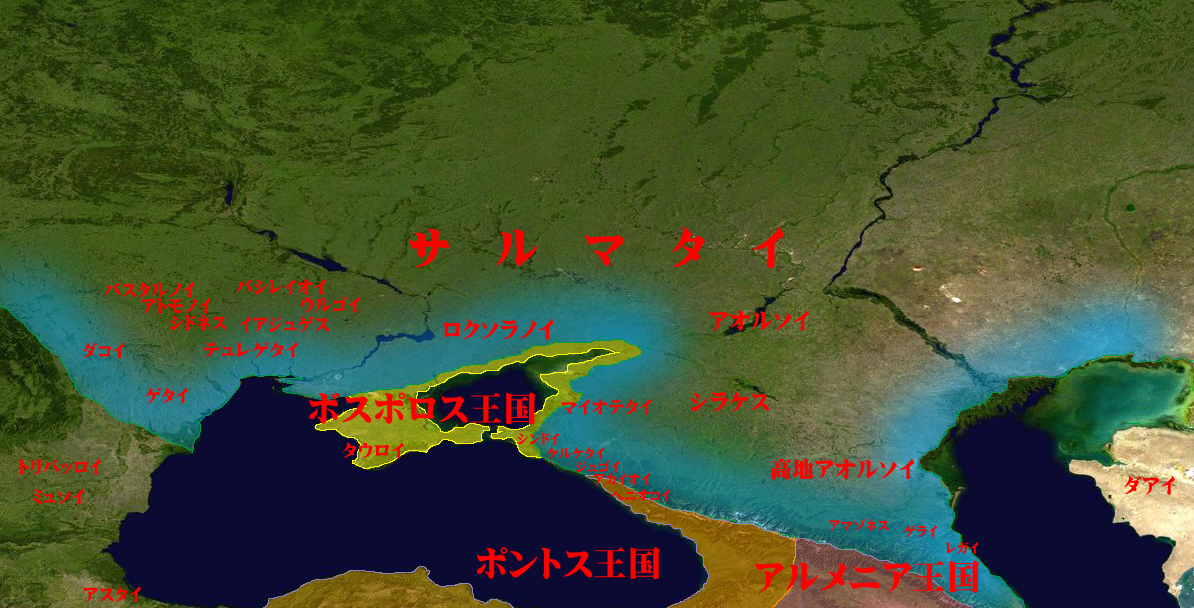
紀元前1世紀頃の黒海周辺諸族。

## 構成部族
ストラボン（紀元前65年 - 25年）によると、サルマタイは以下の部族に分かれていたという。
- イアジゲス（イアジュゲス、ヤズィゲス）・・・ドナウ川とドニェプル川との間の地域
- ロクソラニ（ロクソラノイ）・・・ドニェプル川とドン川との間の地域
- アオルシ（アオルソイ）・・・ドン川の東方地域
- シラキ（シラケス）・・・ドン川の東方地域

また、後の時代にはアラン人もこれに加えられる。

## 歴史

### サウロマタイとサルマタイ
サルマタイの名が初めて登場するのは紀元前4世紀のギリシアの著作である。それ以前はヘロドトスなどに記されたように、サウロマタイという名前のよく似た民族が登場していた。サウロマタイはサルマタイの直接の祖先とされ、考古学的にはドン川から西カザフスタンにいたるまでの地域における紀元前7世紀から紀元前4世紀の文化をサウロマタイ文化とし、それに続く文化をサルマタイ文化（紀元前4世紀 - 紀元前2世紀）としている。
ヘロドトスによるとサウロマタイはウラル川からヴォルガ川流域の草原地帯で遊牧を営んでいたが、ヒッポクラテスが記したように紀元前5世紀末になるとマイオティス湖（アゾフ海）周辺に移住していた。紀元前4世紀中葉になると、クニドスのエウドクソスはタナイス川（ドン川）に住むシュルマタイ(syrmatai)というサウロマタイ系の部族を記録し、カリュアンダのスキュラクスもタナイス川（ドン川）にシュルマタイの存在を記し、サウロマタイの一集団とした。しかし、フィリッポフカ古墳の発掘調査によると、紀元前5世紀末までにウラル川中流域でサルマタイの勢力が増大していたことが明らかとなる。

### サルマタイのスキティア侵略
サルマタイのスキティア侵略については様々な史料に断片的に記録されているが、ヘロドトス等に記されているスキタイほど詳細な史料が存在しない。しかしながら、紀元前4世紀末にはサルマタイ諸部族がサウロマタイに代わってドン川に迫り、そのうちのシラケス族はボスポロス王国の権力闘争に深く関与してクバン川流域を支配下に置いたという。時にスキタイ（第二スキタイ国家）は紀元前339年のアテアス（アタイアス）王の死後から弱体化し、紀元前3世紀にはドン川を越えて侵攻してきたサルマタイによって征服されてしまう。以降、この地域はスキタイのスキティアからサルマタイのサルマティアと呼ばれるようになった。サルマタイは黒海北岸を征服すると、そこにあったギリシア植民市にも侵略し、自由民たちを捕虜にして売りさばいた。サルマタイから圧迫されたスキタイはクリミア半島に押し込まれ、第三スキタイ国家を形成した。その地域は小スキティアと呼ばれた。

### ポントス・ボスポロス王国に従軍
ポントス・ボスポロス王のパルナケス（在位：紀元前63年 - 紀元前47年）がローマと戦うことになったため、シラケス王のアベアコスは騎兵2万、アオルソイ王のスパディネスは20万、高地アオルソイ族はさらにそれ以上の騎兵を送って従軍させた。

### パルティアとローマの戦い

アルメニア王国の地図

35年、パルティア王アルタバヌス2世（在位：10年頃 - 38年）の王位に不満を持ったパルティア貴族がローマ帝国に支援を求めた。ローマのティベリウス帝（在位：14年 - 37年）は援軍を派遣するとともにティリダテス3世を新たなパルティア王に据え、前年にアルタバヌス2世が奪ったアルメニア王国を取り返した。この戦いでサルマタイは両方の側にかり出され、互いに争ってアルメニア奪還に貢献した。

### ボスポロスとローマの戦い

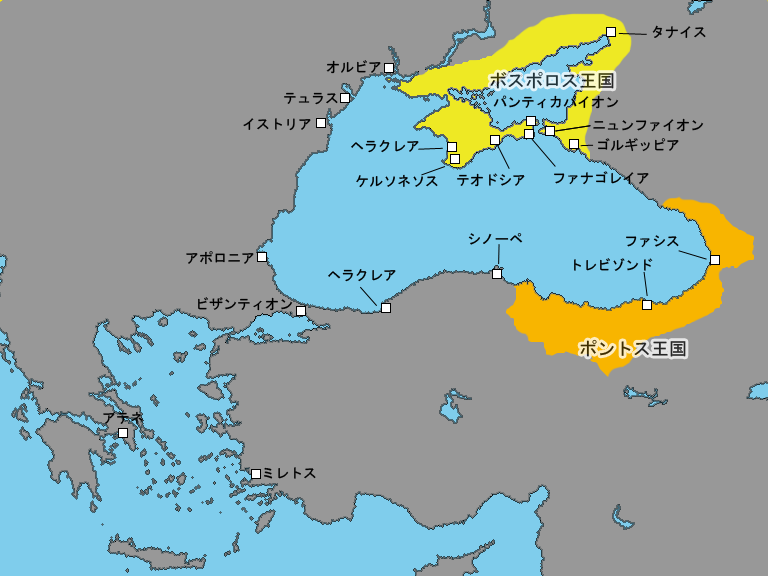
ボスポロス王国の位置。

ボスポロス王国のミトリダーテス（在位：41年 - 45年）は王位を弟のコチュスに奪われて以来、各地を彷徨っていたが、ボスポロス王国からローマの将軍ディーディウスとその精兵が撤退し、王国にはコチュス（在位：45年 - 62年）とローマ騎士ユーリウス・アクィラの率いる少数の援軍しか残っていないことを知った。ミトリダーテスは二人の指揮者を見くびって部族を煽動して離反を促し、軍勢を集めてダンダリカ族の王を放逐し、その王国を掌中に収めた。これを聞いたアクィラとコチュスは、自分らだけの手勢に自信が持てなかったため、アオルシー族の強力な支配者であったエウノーネスに使節を送り、同盟条約を結んだ。
両軍は合同して縦隊をつくり、進軍を開始した。前部と後尾はアオルシー族が、中央はローマの援軍とローマ風に装備したボスポロスの部族が固める。こうした隊形で敵を撃退しながら、ダンダリカ王国の首邑ソザに達した。すでにミトリダーテスがこの町を放棄していたため、ローマ軍は予備隊を残して監視することにした。ついでシラキー族の領地に侵入し、パンダ河を渡り、首邑ウスペを包囲した。この町は丘に建てられ、城壁や濠で守られていたが、城壁は石ではなく、柳細工や枝細工を積み重ねたものに土をつめただけのものであったため、突破するのにさほど時間がかからなかった。包囲軍は壁より高い楼を築き、そこから松明や槍を投げ込み、敵を混乱に陥れた。
翌日、ウスペの町は使節を送ってきて「自由民に命を保証してくれ」と嘆願し、奴隷を一万人提供しようとした。ローマ軍はこの申し出を断り、殺戮の号令を下した。ウスペの町民の潰滅は、付近の人々を恐怖のどん底に陥れた。シラキー族の王ゾルシーネスはミトリダーテスの絶体絶命を救ってやろうか、それとも父祖伝来の王位を維持しようかと、長い間考えあぐねた。遂に自分の部族の利益が勝って、人質を提供し、カエサルの像の下にひれ伏した。こうしてローマ軍はタナイス河を出発して以来、三日間の行軍で一滴の血も失わずに勝利を勝ち取ることができた。しかしその帰途、海を帰航していた幾艘かの船が、タウリー族の海岸に打ち上げられ、その蛮族に包囲され、援軍隊長とその兵がたくさん殺された。
ミトリダーテスは自分の軍隊を少しも頼れなくなり、アオルシー族のエウノーネスに依ろうとした。ミトリダーテスは服装も外見も現在の境遇にできるだけ似つかわしく工夫し、エウノーネスの王宮に赴いた。
エウノーネスは盛名をはせたこの人の運命の変わり方と、そして今もなお尊厳を失わぬ哀訴にひどく心を動かされた。そして嘆願者の気持ちを慰め、ローマの恩赦を乞うために、アオルシー族とその王の誠意を択んだことに感謝した。さっそくエウノーネスは使節と次のような文書をカエサルの所へ送った。「ローマの最高司令官らと偉大な民族の王たちの友情は、まず地位の相似から生まれている。予とクラウディウスはその上に勝利を分けあっている。戦争が恩赦で終わる時はいつも、その終結は輝かしい。このようにして、征服されたゾルシーネスはなにも剥奪されなかった。なるほどミトリダーテスはさらに厳しい罰に価する。彼のため権力や王位の復活を願うのではない。ただ彼を凱旋式に引き出したり、斬首で懲らしめたりしないようにと願うだけである。」

### ウァンニウスに従軍するイアジュゲス族
かつてローマのドルスス・カエサルがスエビ族の王位に据えていたウァンニウスが内紛によって放逐されたため、ウァンニウスはローマに支援を求めた。しかし、クラウディウス帝（在位：41年 - 54年）は蛮族同士の争いに軍を派遣したくなかったので、戦闘はせず、最低限の軍を川岸に配備するのみで、ウァンニウスには避難所を与えてやった。ウァンニウスには彼の部族（クァディー族）の歩兵とサルマタイのイアジュゲス族の騎兵が味方となった。敵はヘルムンドゥリー族、ルギイー族など数が多く、太刀打ちできないと思ったウァンニウスは砦にこもって籠城戦に持ち込もうとした。しかし、敵の包囲にたまりかねたイアジュゲス族が打って出たため、ウァンニウスも出る羽目になり敗北を喫した。

### アランの登場
1世紀になると文献からアオルシ（アオルソイ）の名が消え、代わってアランという名の遊牧民が強大となる。このことは漢文史料にも記されており、「奄蔡国、阿蘭と改名す」とある。この奄蔡はアオルシに阿蘭はアランに比定されている。考古学的には2世紀から4世紀における黒海北岸の文化を後期サルマタイ文化と呼んでいるが、この文化の担い手はアランであるとされる。アランについて4世紀後半のローマ軍人アンミアヌス・マルケリヌスは「彼らは家を持たず、鍬を使おうともせず、肉と豊富な乳を常食とする」と記している。
後にアランは北カフカスから黒海北岸地方を支配し、その一部はパンノニアを経てフン族に起因する民族移動期にドナウ川流域から北イタリアに侵入し、一部はガリアに入植した。さらにその一部はバルバロイを統治するためローマ人によってブリテン島へ派遣された。また、その他の一部はイベリア半島を通過して北アフリカにまで到達した。アランより前にパンノニアに進出し、ローマ人によってブリテン島の防衛に派遣されたイアジュゲス族もブリテン島にサルマタイ文化の痕跡を残した。

## 考古学によるサルマタイ文化

### 古墳の特徴
サルマタイの遺跡は低平な墳丘の古墳である。埋葬儀礼の大きな特徴はポドボイ墓である。被葬者はその墓室に仰臥伸展葬、南枕で葬られた。また、サウロマタイと同様に地下式横穴墓や、プラン方形あるいは楕円形の竪穴墓も知られているが、サウロマタイと比較して墓室・墓壙は小さい。竪穴墓では墓壙の縁に低い段が作られた片付き墓が時折見られるが、その場合は古墳の主体部であるという。竪穴墓の天井は丸太や板、樹皮などで覆われた。大きな墓壙の場合は、天井の構造が複雑になり、羨道を伴うものもある。方形の墓壙では被葬者は墓壙の対角線上に安置されていた。このような対角線埋葬は紀元前5世紀のサウロマタイで若干知られていたが、サルマタイ時代にとくに発達した儀礼である。また、墓壙床面に白亜が散布される例も知られている。副葬品としては、特徴的な丸底土器、青銅製鏃、長剣および短剣などがあり、前肢を伴う牡羊の肉が死者のために供えられた。

### 前期サルマタイ時代の遺跡
前期サルマタイ文化はオレンブルク州プロホロフカ村古墳群の発掘によって明らかにされたため、プロホロフカ文化と呼ばれる。プロホロフカ文化は紀元前4世紀にはまだ南ウラル地方に分布の中心があったが、同世紀末までにヴォルガ・ドン川流域に拡大し、さらに紀元前3世紀にはドン川を越えてドニェプル川流域に達している。
ノーヴイ・クマク村古墳群
- プロホロフカ文化の早期の埋葬址であるオルスク市近郊ノーヴイ・クマク村古墳群では、発掘された19基の古墳のうち、サウロマタイのものが12基、サルマタイのものが4基であった。サルマタイに関係づけられた12号墳ではポドボイ墓が作られていたが、副葬品のセットはサウロマタイと同様であった。しかし、プロホロフカ文化に特徴的な丸底の壺型磨研土器や頸部が高く胴部が洋梨型に膨らんだ水差型土器が発見され、両文化の混合が見られた。この墓は鏃と剣の形式から紀元前400年頃に比定された。地下式横穴墓の例としてはメチェト・サイ8号墳5号墓がある。長さ4.6m、幅1.7〜1.9mの羨道が北から南にのび、墓室に通じていた。墓室には細い木材で枠組みされた台に身分の高い2人の巫女とみなされた女性が豊かな副葬品とともに並んで葬られていた。耳飾りや腕輪などの金銀製品を身につけた右側の女性は長さ50cm、底部直径が14cmの箙を左足下に置いていた。箙には10本の矢が残されていた。矢柄は白樺あるいはポプラ製、鏃は青銅製であった。西側には白亜の塊と貝殻があり、その南側で青銅製の大きな柄鏡とその木製ケース片が発見された。左側の女性は25〜30歳の年齢で、銀製装飾品を身につけていた。東側には第二の青銅製柄鏡があった。直径15.5cm。鏡の下には植物を編んで作った入れ物の痕跡があり、革と木が残存していた。鏡は鏡面と鏡背が別々に鋳造され、接合されたものである。柄は短く中子状に先端に向かってすぼまっている。鏡背の中央部には円錐形の突起があり、その外側に断面が半円形の第一の突帯がめぐり、さらに鏡の縁に沿って断面が高い五角形の第二の突帯がめぐっている。中央部と第一の突帯との間には二重同心円文があり、第一と第二の突帯の間には小アジア起源の人物と動物が表現された図像がある。中央部に突起があり、縁が高く盛り上がった円形の柄鏡は前期サルマタイ時代に特徴的な形式であり、中央アジアからヴォルガ川流域にかけて広く分布した。墓は鏃によって紀元前4世紀に編年されている。

カリノフカ村古墳群
- ヴォルガ川下流左岸に達したプロホロフカ文化の古墳の一例としては、ヴォルゴグラードの北35kmに位置するカリノフカ村古墳群がよく知られている。発掘された62の古墳には全部で253基の埋葬が行われ、サウロマタイ・サルマタイ時代に関係づけられているものが159基あった。サウロマタイ時代が5基、前期サルマタイ時代が63基、中期サルマタイ時代が60基、後期サルマタイ時代が31期である。前期に編年される墓はいずれも前代の古墳を再利用したもので、幅の狭い隅丸方形の竪穴墓、墓室の広いポドボイ墓、入口坑が横穴の長軸側にある地下式横穴墓の3型式に分類される。とりわけポドボイ墓では単独葬ばかりでなく、入口坑から左右にポドボイが造られ家族が埋葬された合葬墓がみられた。12号墳28号墓では入口坑から東西にそれぞれ墓室が造られていた。西側墓室には奥から未成年者、成人男性、子供、成人女性の4体が安置されていた。未成年者の埋葬はポドボイの西壁に造られたさらに小さな掘り込みに行われていた。東側墓室では成人男性2体が埋葬されていた。被葬者は仰臥伸展葬で頭位は子供を除いてはいずれも南南西である。墓室は木材で閉塞され、さらに上から草や葦の層で充填されていた。副葬品は、西側墓室の男性にはガラス製ビーズ、牡羊の肩甲骨と白亜、女性には青銅製指輪2点とガラス製ビーズ、壺型土器などが供えられていた。また、東側墓室の一方の男性は青銅製鏡断片や、鉄製ナイフなど、他方の男性は鉄製鏃などを伴っていた。鏡は縁が高く盛り上がった形式である。

クヴァシノ埋葬址
- アゾフ海北岸のクヴァシノ駅で発見された埋葬址では鉄製矛2点、鉄製銜3点と銜留具1対が出土した。矛はクバン川流域のマイオタイで発見される型式に類似し、銜は全体が撚ったようなねじれ文様があり、両端がくるりと丸められ環となる。銜留具は2孔式で彎曲した形で、紀元前3世紀までに編年されている。さらにドニェプル川下流域では紀元前4〜3世紀までに編年されるサルマタイの墓が少なくとも5基知られている。それらは対角線埋葬や鏃などの特徴によって判断されている。

### 中期サルマタイ時代の遺跡
サルマタイ文化は中期サルマタイ時代に最盛期を迎えた。この時代の文化はサラトフ市の北のヴォルガ川左岸に位置するスースルィ村古墳群にちなんでスースルィ文化と呼ばれる。サルマタイの墓はヴォルガ川下流域から北カフカス、黒海北岸、ドナウ川流域にいたる広範囲に分布する。トルコ石やザクロ石、練り物などを動物の体躯などに像嵌した多色装飾の動物様式を持つ金製の武器、馬具、ディアデム、容器などがイタリアおよびローマ辺境諸州から輸入された銀製容器などと一緒に発見されることがこの時代の大きな特徴である。このような資料が出土した例としては、ドン川下流域右岸のホフラチ古墳や、サドーヴイ古墳がよく知られている。とりわけサドーヴイ古墳出土の多色動物様式の金製馬具装飾はサルマタイばかりでなく、ピョートル大帝シベリア・コレクションの中にも類例が知られている。また、青銅製鍑も多数発見されている。鍑は前期サルマタイ時代から知られているが、この時代になると、さまざまな形態の鍑が登場している。主要な形式としては、胴部が卵形で、半円形の柄に突起が3つあり、垂直に立った柄の付け根から口縁部に口ひげ形の小さな突帯が連続するように付き、胴部の一番幅の広い部分に縄目を模した突帯がめぐるものであり、円錐台形の圏台がつくものと、圏台がないものとがある。また柄が動物形となるものもしばしば見られる。このような特徴的な資料は特にドン川流域を中心に分布しており、当時のサルマタイ文化の中心がこの地域にあったことを示唆している。一方、前期サルマタイ時代の中心地であった南ウラル地方ではこの時代にはサルマタイの埋葬址が減少しており、サルマタイが全体的に西に移動したことを示している。中期の埋葬の多くは先行する時代の古墳を利用した再利用墓であるが、一部は低平で比較的小規模な古墳を築いたものもある。埋葬儀礼は前代とほぼ同様であるいる。墳丘では木炭や灰の層と馬や牡羊の骨が検出され、また時折青銅製鍑が発見されることで、埋葬後に墓上で火を炊き家畜を生贄にして追悼宴が行われたことを物語っている。
ソコロヴァ・モギーラ
- ブグ川下流右岸コヴァリョフカ市郊外のソコロヴァ・モギーラは青銅器時代に造営された墳丘高6.4m、直径70mの古墳であり、さまざまな時代の墓が26基作られていたが、墳丘中央部に造られた3号墓が中期サルマタイ時代のものであった。墓壙は深さ1.6m〜1.3m、プラン方形で、上から木材で覆われていた。被葬者は45〜50歳の女性で、仰臥伸展葬で西南西を枕にしていた。女性はさまざまな形の金製アップリケが縫い付けられた豪華な衣服を着ていた。そして螺旋型のペンダントや、金製耳飾り、3種類の頸飾り、金製腕輪、金製フィブラ、金製ビーズなどの装飾を身に着けていた。被葬者の頭部左側には銀製オイコノエとカンタロス、右側には柄が銀製の青銅鏡、柄が銀製で金製の枠がある木製団扇、青銅製バケツ型容器など、足元右側には大理石製容器、アラバスター製容器、石製容器、銀製匙、骨製櫛など、足元には木製の壇があり、その上にガラス製皿、ファイアンス製皿、骨製団扇が置かれていた。さらに、被葬者の右側には護符とみなされる遺物がまとめられていた。とくに注目されるのは鏡である。鏡面の直径は13.3cm、鏡背は縁が盛り上がったサルマタイに特徴的な形式であるが、柄に丸彫りされた胡座して両手で角杯を持つ有髭の人物は東方的な特徴を示す。墓は金製フィブラなどにより、1世紀前半から中葉に編年された。そしておびただしい各種の容器、護符、団扇、鏡などの儀礼的な資料によって、被葬者がサルマタイの高貴な巫女であったと推定されている。[19]

ダーチ1号墳
- ドン川下流アゾフ市郊外のダーチ1号墳は耕作されて墳丘の高さが0.9m、直径は35mが残存していた。墳丘中央に位置する1号墓は3.1×3.2m、深さ3.3mの方形の竪穴墓であり、すでに攪乱を受けて副葬品はアンフォラやガラス器の破片などわずかなものしか残っていなかった。しかしながら墓壙西側で発見された方形の隠し穴からは豪華な馬具のセット、短剣、半球形胸飾り、鹿形腕輪、が出土した。馬具は金製飾板が前面に付けられた馬覆い、銜留具の両端に金製象嵌の円形小型ファレラが接合された鉄製轡、同様な楕円形のファレラ、半球形の金製胸飾り、縞メノウが象嵌された金製大型ファレラ1対などからなる。大型ファレラのメノウの周りを丸彫り風に表現された横たわる4頭のライオンが取り巻いている。ライオンの目、腿、尻は象嵌されている。そして。ライオンとライオンの間には大粒のザクロ石が象嵌され、一方のファレラではそこに女性像が彫り込まれている。さらにファレラの縁にはトルコ石、ガラスの象嵌がめぐっている。また、メノウの頂点にも象嵌されたロゼット文が取り付けられている。短剣は柄と鞘が豪華な金製装飾版で覆われていた。装飾版全体にわたって鷲がフタコブラクダを襲う闘争文が繰り返されている。柄頭にはフタコブラクダが単独で表現されている。鞘の基部と先端部の両側に半円形の突出部があり、そのうち基部左側を除く3か所に同様な闘争文を表現する半球形の突起がついている。基部左側の突出部には体を後方へよじったグリフィンが表現されている。動物の体躯と鞘の縁にトルコ石とザクロ石が細かく象嵌されている。特に縁に沿った象嵌はサルマタイには珍しいひし形であり、トルコ石2個おきにザクロ石が置かれている。半球形胸飾りは金製で、頂点に円形の珊瑚が象嵌され、その周りをトルコ石とザクロ石が象嵌された連続三角文が2重に取り囲み、四方へ同様な三角文の文様帯が伸びて縁をめぐる同様な文様帯に接続している。胸飾りの縁の一方側に1個の金製環が、反対側に2個の環がそれぞれ取り付けられている。鹿形腕輪も金製であり、全体は左右から2頭ずつ鹿が直列して向かい合い、中央で前肢の蹄を合わせている形であるが、各鹿の頭部と枝角はそれぞれ輪から突出して表現されたユニークなものである。鹿の胴部にはトルコ石、珊瑚、ガラスが象嵌されている。墓は主体部で発見された鉄製袋穂式鏃から1世紀後半に編年されている。4か所の突出部のある剣の鞘はアルタイの木製鞘に起源があると考えられるが、金製象嵌の装飾版の類例はアフガニスタンのティリャ・テペと北西カフカスのゴルギッピアで発見され、また彫像に表現された例としてはパルミュラやアナトリア東部のアルサメイアで知られており、広範囲な文化関係があったことが推測される。[20]

ポロギ村2号墳1号墓
- ブグ川中流域のポロギ村2号墳1号墓は青銅器時代の古墳の中央部に造られた地下式横穴墓である。地下式横穴墓はウクライナのサルマタイの埋葬址では稀な型式である。羨道は長さ3.5m、幅2.1mで、南側から墓室に接続していた。墓室入り口は石で閉鎖されていた。墓室北西部に男性の被葬者が木棺に葬られていた。副葬品としては、鉄製環頭短剣、鉄刀、鉄鏃、金製帯飾板2対、金製首輪、動物形片手銀製杯などであった。短剣は木の台に赤い革が張られた鞘に納まっていた。柄と鞘の上部に金製ライオン形飾り、さらに鞘中央にタムガ文の金製板が付き、さらに柄の上部と下部、鞘の4か所に連続ハート形文の金製飾りがあり、鐺には金製の半球型飾りが3点ついていた。多色動物様式で装飾された帯飾板の一方の1対の飾板は馬蹄形であるが、左右で形と幅が異なったものである。飾板中央にはライオンのような猛獣頭部が丸彫りで付き、その両側からグリフィンが前肢で猛獣の後肢を掴み噛みついている。しかしながら、猛獣の背後には両手でグリフィンの後肢と尾を鷲掴みにした人物が立っている。飾板の周囲は方形の象嵌がめぐっている。人物の顔は丸顔で目が切れ長で、髪を剃って頭頂で饅頭のように丸めており、モンゴロイド的な特徴をもっている。剣に見られたタムガ文様が西暦70年〜80年代に黒海北岸のオルビアで発行されたサルマタイ王イニスメウスの貨幣に見られるものと同様であり、墓をそれと同時代に編年することを可能にしている。[21]

コビャコヴォ10号墳
- ドン川下流ロストフ・ナ・ドヌー市郊外のコビャコヴォ10号墳は墳丘の高さが3mの古墳である。墳丘下には激しく焼けた箇所があり、ローマの青銅製容器断片が発見されており、追悼宴が行われたことを示していた。古墳中央からやや南東側に方形の墓壙があり、内部に2.5m四方の正方形の木槨墓室が造られ、25〜30歳の女性が埋葬されていた。女性は頭に赤色の薄い革で作られたディアデムを、頸には多色動物様式の金製透かし状の首輪、腕にも同様な金製腕輪、右手の指にも金製指輪をつけていた。ディアデムには薄い金製板を打ち抜いて作られた生命の樹を中心にその両側に3頭ずつの鹿と2羽ずつの鳥、小円文のアップリケが取り付けられていた。首輪は、長髪有髭で長剣を膝に置く戦士の故座像を中心にして、両側に獣頭で鎧を着た空想的な3人の人物がグリフィンと闘争する図が表現されている。人物の耳や鎧、グリフィンの顎、耳、脚、胴、腿、翼などにトルコ石が象嵌されていた。腕輪にはグリフィンが連続して表現され、目、腿、爪などのトルコ石とザクロ石が象嵌されていた。また、指輪には滴形の練り物2個が象嵌されていた。女性の衣服にはロゼット文などのアップリケが多数縫い付けられていた。主な副葬品としては表面に石膏が塗布された木製蓋付小箱、多色動物様式の文様で装飾されたフラスコ型の金製小型香油入れ、鉄製斧、蓋付灰色磨研型土器、鉄製ナイフ、銀製匙、ライオン頭部を正面観で表現する金製象嵌ファレラと半球形青銅製ファレラ各2点、鉄製轡などがあった。ディアデムの生命の樹と鹿・鳥のモチーフと香油入れはホフラチ古墳出土の例と類似してるが、首輪の闘争図のモチーフはセミレチエのカルガルゥの金製ディアデムに類例があり、長髪有髭の人物も東方との関係が指摘されている。さらに、中期サルマタイ時代の埋葬址から多数出土する鏡の大半は柄鏡であるが、中国鏡やコビャコヴォの例のように中国からの搬入品も発見されており、サルマタイが中央アジアを通じて中国と間接的あるいは直接的に関係していたことを示している。コビャコヴォ10号墳は1世紀末から2世紀に編年されている。[22]

### 後期サルマタイ時代の遺跡
後期サルマタイ時代は1世紀に黒海北岸に登場したアラン（アラノイ）の民族名からアラン文化期と呼ばれる。後期サルマタイ時代の埋葬の特徴はヴォルガ・ドン地方では小規模な墳丘を築く円墳であるが、ウラル川流域ではその時代に新たに築いた東西に長い墳丘が見られる。墳丘下には小規模なポドボイ墓や幅の狭い方形墓壙が作られた。ポドボイでは入口坑の西壁に墓室が穿たれた。また、北カフカスでは地下式横穴墓が分布し、ドニェストル・ドナウ両河間では墳丘を築かない土壙墓が見られる。墓は旧地表面で丸太や木材、芝土、枝や葦で閉塞された。埋葬は単独葬が大半であり、仰臥伸展葬で北あるいは南を枕にした。ポドボイ墓や狭い墓壙では北枕が主流である。そして、この時代の最大の特徴は南ウラル地方、ヴォルガ川下流域、ヴォルガ・ドン両川間でみられる被葬者の頭骸変型である。頭骸変型は紀元前後から散発的にみられたが、この時代に非常に発展した風習である。一方、死者に供える家畜は肢などの一部のみである。また、墓では前時代同様に白亜の塊がみられたが、硫黄の塊や火打石を削った痕跡もしばしば検出された。墓に火を放った痕跡はすくなく、儀礼は簡素化されたとみなされている。副葬品は武器、道具、装飾品、化粧道具、香炉、護符などである。武器では環頭剣と短剣、鏃が見られ、剣は被葬者の左、短剣は右に置かれ、鏃は少数である。馬具は通例被葬者の足下に置かれた。装飾品としては帯飾板、フィブラ、頸飾りの一部として発見される小型柄鏡あるいは垂飾などがある。小型の柄鏡は前代から発展していたものであるが、この時代には鏡というよりも垂飾として使用されたと考えられている。土器は手捏ねろくろ製があり、後者はドン川やクバン川流域あるいはボスポロス王国で製作されたものである。動物形把手が付いたろくろ製水差型土器はこの時代に特徴的な資料である。また、ヴォルガ川左岸ではホラズム製の化粧土のかかった赤色土器が登場している。
レベデフカ村古墳群
- 後期サルマタイ時代の注目される遺跡の例としては、ウラル川左岸流域にあるレベデフカ村古墳群が挙げられる。レベデフカの古墳群は8群に分かれ、サウロマタイからサルマタイの埋葬が101基発掘された。そのうちの50基が後期サルマタイ時代に編年されている。埋葬形態は23基がポドボイ墓、17基が幅の狭い竪穴墓、4基が墓壙の広い墓であった。被葬者は仰臥伸展葬、北枕で安置されていたが、2基のポドボイ墓では屈葬であった。また、20体に頭骸変型が確認されたが、そのうちの半数以上がポドボイ墓で検出された。第5墓群23号墳の主体部は墓壙が広く、副葬品が豊かな墓であった。主体部には男性が安置され、中国の内行花文鏡、青銅製フィブラ、金製アップリケ、中央アジア起源のろくろ製赤色片手壺型土器、低い器台のある青銅製パテラ、長い柄のある鉄製柄杓などが副葬されていた。23号墳には追葬墓が造られ、棺に男性が安置され、玉髄の柄頭をもつ鉄製長剣、短剣、長い砥石、青銅製フィブラ、可動式舌の付く青銅製小型バックル、ガラス製ゴブレットが副葬されていた。墓は共に2世紀から3世紀前半に編年された。そして第6墓群1号墳は、東西に並ぶ2つの墳丘を長さ34m、幅10〜14m、高さ0.3〜0.5mの土塁が連結した形であった。埋葬は東側の墳丘下のポドボイ墓で行われていた。副葬品は鉄製長剣、鉄製銜、ボスポロス製ガラス容器片、青銅製フィブラ、円形の金製アップリケ、鉄製ナイフなどである。長剣は”金属製柄頭のない剣”に分類される型式であり、柄頭の部分に円盤状の玉髄を伴ういわゆる”玉具剣”である。この玉髄の上にはシーレーンの顔あるいは獅子＝人面が型押しで表現された金製装飾板が取り付けられていた。飾板の縁と額および両頬にガラスが象嵌され、象嵌座の周りは細粒が取り巻いている。A.M.ハザーノフによれば、金属製柄頭のない剣は2世紀〜4世紀に盛行しているが、玉具剣はサルマタイでは類例が少ないという。ガラス容器とフィブラによって墓は2世紀〜3世紀前半に編年された。[24]